# 화태대교
화태대교(禾太大橋)는 전라남도 여수시 돌산읍 신복리와 남면 화태리 화태도를 잇는 사장교이다. 총 길이는 1,345m이다. 사업비 1,506억원이 투입되어 건설했으며, 2004년 12월 착공해 2015년 12월 22일 개통했다. 주탑 높이가 130m에 달해 강재(특수철강)로 이루어진 주탑으로는 대한민국에서 최대 규모다. 주탑과 주탑 사이 주경간도 500m로 대한민국의 사장교에서 인천대교(800m), 부산항대교(540m)에 이어 세번째로 길다.

## 연혁
- 2004년 12월 : 착공
- 2015년 12월 22일 : 완공 및 개통[1]